# Robert Zildjian
Robert Zildjian (ur. 14 lipca 1923 w Bostonie w stanie Massachusetts, zm. 28 marca 2013 w Brunswick w stanie Maine) – amerykański przedsiębiorca, producent talerzy perkusyjnych marki Sabian.
Robert Zildjian był synem Avedisa Zildjiana III, który na początku 1900 roku przeniósł się z Turcji do Stanów Zjednoczonych zakładając w Bostonie firmę Avedis Zildjian Company. Po śmierci ojca w roku 1979 został współwłaścicielem (48%) firmy, jednak konflikt trwający dwa lata przed sądem z bratem Armandem, który przejął 52% udziałów, doprowadził do jej podziału. Wynikiem tego było powstanie Sabian, którą w 1981 roku założył w kanadyjskiej miejscowości Meductic.
Zmarł na raka w swoim domu w wieku 89 lat. Pozostawił żonę i trójkę dzieci.